# Giro della Provincia di Reggio Calabria 1978
Il Giro della Provincia di Reggio Calabria 1978, trentanovesima edizione della corsa, si svolse il 2 aprile 1978 su un percorso di 248,2 km, con partenza e arrivo a Reggio Calabria. La vittoria fu appannaggio del norvegese Knut Knudsen, che completò il percorso in 6h36'10", alla media di 37,59 km/h, precedendo gli italiani Gianbattista Baronchelli e Leonardo Mazzantini.

## Ordine d'arrivo (Top 10)
| Pos. | Corridore                | Squadra              | Tempo    |
| ---- | ------------------------ | -------------------- | -------- |
| 1    | Knut Knudsen             | Bianchi-Faema        | 6h36'10" |
| 2    | Gianbattista Baronchelli | Scic                 | s.t.     |
| 3    | Leonardo Mazzantini      | Zonca                | s.t.     |
| 4    | Wladimiro Panizza        | Vibor                | s.t.     |
| 5    | Roberto Visentini        | Vibor                | a 0'01"  |
| 6    | Giuseppe Martinelli      | Magniflex-Olmo       | a 1'55"  |
| 7    | Vittorio Algeri          | Intercontinentale    | s.t.     |
| 8    | Enrico Paolini           | Scic                 | s.t.     |
| 9    | Alfredo Chinetti         | Selle Royal-Inoxpran | s.t.     |
| 10   | Pierino Gavazzi          | Zonca                | s.t.     |